# رولاند گاربر
رولاند گاربر (آلمانی: Roland Garber؛ زادهٔ ۲۷ اوت ۱۹۷۲) دوچرخه‌سوار اهل اتریش است.
وی در مسابقات کشوری و بین‌المللی در مجموع برندهٔ ۱ مدال نقره شده‌است.